# Pinthaeus sanguinipes
Genre
Espèce
Pinthaeus sanguinipes, unique représentant du genre Pinthaeus, est une espèce d'insectes de la famille des Pentatomidae (sous-ordre des hétéroptères, les punaises).

## Aire de répartition
P. sanguinipes se trouve dans la zone paléarctique. L'espèce couvre l'ensemble de l'Eurasie, de l'Europe de l'Ouest jusqu'au Japon en passant par l'Israël, l'Iran et la Chine. Elle est inconnue de l'Afrique du Nord.

## Systématique
Le genre Pinthaeus a été décrit pour la première fois par l'entomologiste suédois Carl Stål en 1867.

### Publication originale
- Genre Pinthaeus :
  - (la) Stål, C., « Bidrag till Hemipterernas systematik », Öfversigt af Kongliga Svenska Vetenskaps-Akademiens Förhandlingar, vol. 24, no 7,‎ 1867, p. 491–560 (lire en ligne)
- Espèce Pinthaeus sanguinipes :
  - (la) Fabricius, J.C., Species insectorum; exhibentes eorum differentias specificas, synonyma, auctorum, loca natalia, metamorphosin ediectis observationibus, descriptionibus., vol. 2, Carol. Ernest. Bohnii, Hamburgi et Kilonii, 1781, 517 p. (lire en ligne), p. 344.

### Liste des espèces
- Pinthaeus sanguinipes (Fabricius, 1781) - Pentatome à pattes rouges

#### Synonymes
- Asopus genei Costa, 1842 - Mis en synonymie par Bärensprung, 1860
- Pinthaeus humeralis Horváth, 1911 - Mis en synonymie par Zhao, Rédei & Bu, 2013[2]